# Nationalversammlung der Zentralafrikanischen Republik
Die Nationalversammlung der Zentralafrikanischen Republik (französisch Assemblée Nationale de la République Centrafricaine) ist die Legislative der Zentralafrikanischen Republik. Die letzte Wahl fand 2021 statt.
Nach der seit 2016 gültigen Verfassung gibt es ein Zweikammersystem, jedoch wurde der Senat bisher nicht eingerichtet.

## Wahlsystem
Die 140 Abgeordneten werden nach absoluter Mehrheitswahl in Einpersonenwahlkreisen gewählt. Sollte also keiner der Kandidaten mehr als die Hälfte der Stimmen erhalten, so gibt es eine Stichwahl zwischen den beiden Bestplatzierten. Im Falle der Stimmengleichheit, werden Frauen bevorzugt. Sollten beide Kandidaten vom selben Geschlecht sein, gewinnt der ältere Kandidat.
Die Kandidaten müssen mindestens 25 Jahre alt sein (passives Wahlrecht) und müssen eine Kaution von 250.000 CFA-Franc hinterlegen, die sie zurück erhalten, wenn sie über 10 % der Stimmen in ihrem Wahlkreis erzielen.

## Frühere Nationalversammlungen
Wahlen zur Nationalversammlung fanden in den Jahren 1998, 2005, 2011 und 2016 und 2021 statt.

### Nationalversammlung von 2011 bis 2013
Die Nationalversammlung von 2011 bis 2013, gebildet nach den Wahlen vom 23. Januar und 27. März 2011, hatte insgesamt 105 Mitglieder, gewählt in 105 Einpersonenwahlkreisen in zwei Runden, eigentlich für eine fünfjährige Amtszeit. Infolge eines Militärputsches wurde das Parlament aufgelöst. Die Neuwahl erfolgte erst 2016.
Die Mandatsverteilung der politischen Parteien in der Nationalversammlung war wie folgt:
| Partei                                                            | Sitze |
| ----------------------------------------------------------------- | ----- |
| Nationale Konvergenz „Kwa Na Kwa“ (KNK)                           | 61    |
| Majorité Présidentielle (MP)                                      | 11    |
| Bewegung für die Befreiung des Zentralafrikanischen Volkes (MLPC) | 1     |
| Zentralafrikanische Demokratische Sammlung (RDC)                  | 1     |
| Unabhängige                                                       | 31    |
| Gesamt                                                            | 105   |

Die Nationale Konvergenz "Kwa Na Kwa" war keine politische Partei, sondern eine Koalition von politischen Parteien, die von sich aus Präsident François Bozizé unterstützen.
Der ehemalige Premierminister (2003–2005) Célestin Le Roi Gaombalet war der Präsident dieser Nationalversammlung. Sie wurde im März 2013 aufgelöst.

## Parlamentsgebäude
Das Parlamentsgebäude in der Hauptstadt Bangui wurde in Zusammenarbeit mit Nordkorea errichtet und am 1. Januar 1993 eingeweiht.

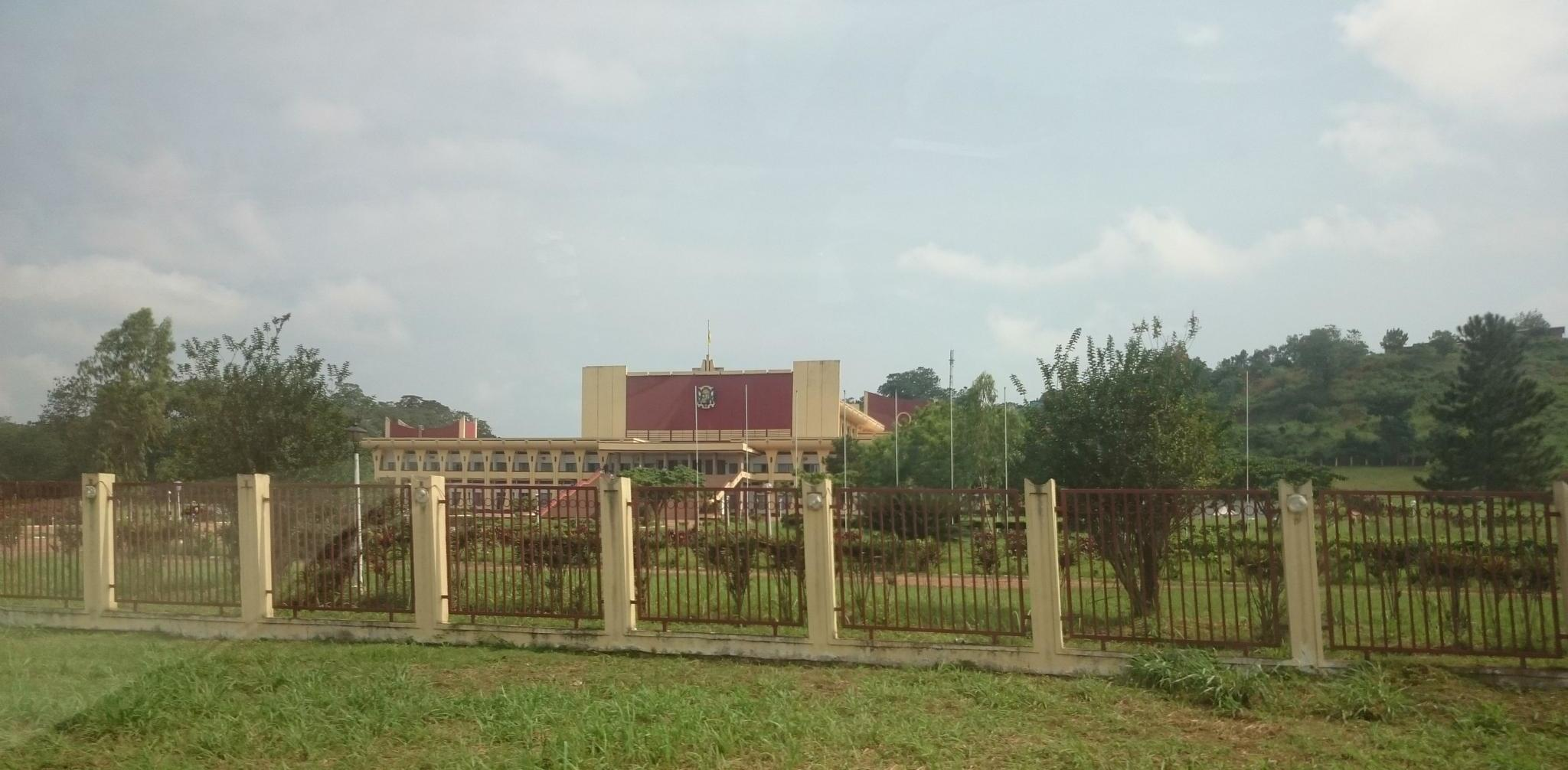
Gebäude der Nationalversammlung
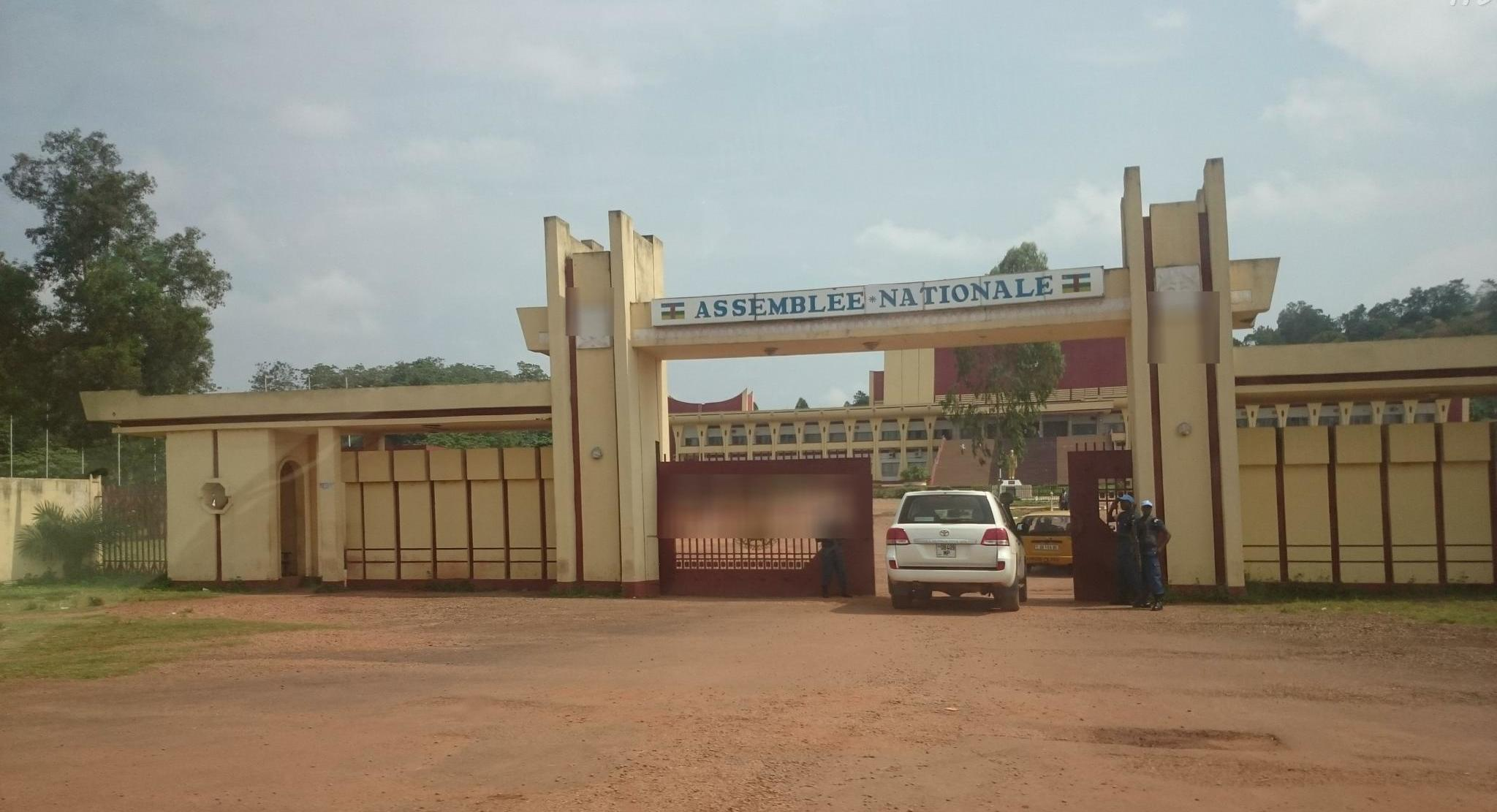
Eingangstor der Nationalversammlung
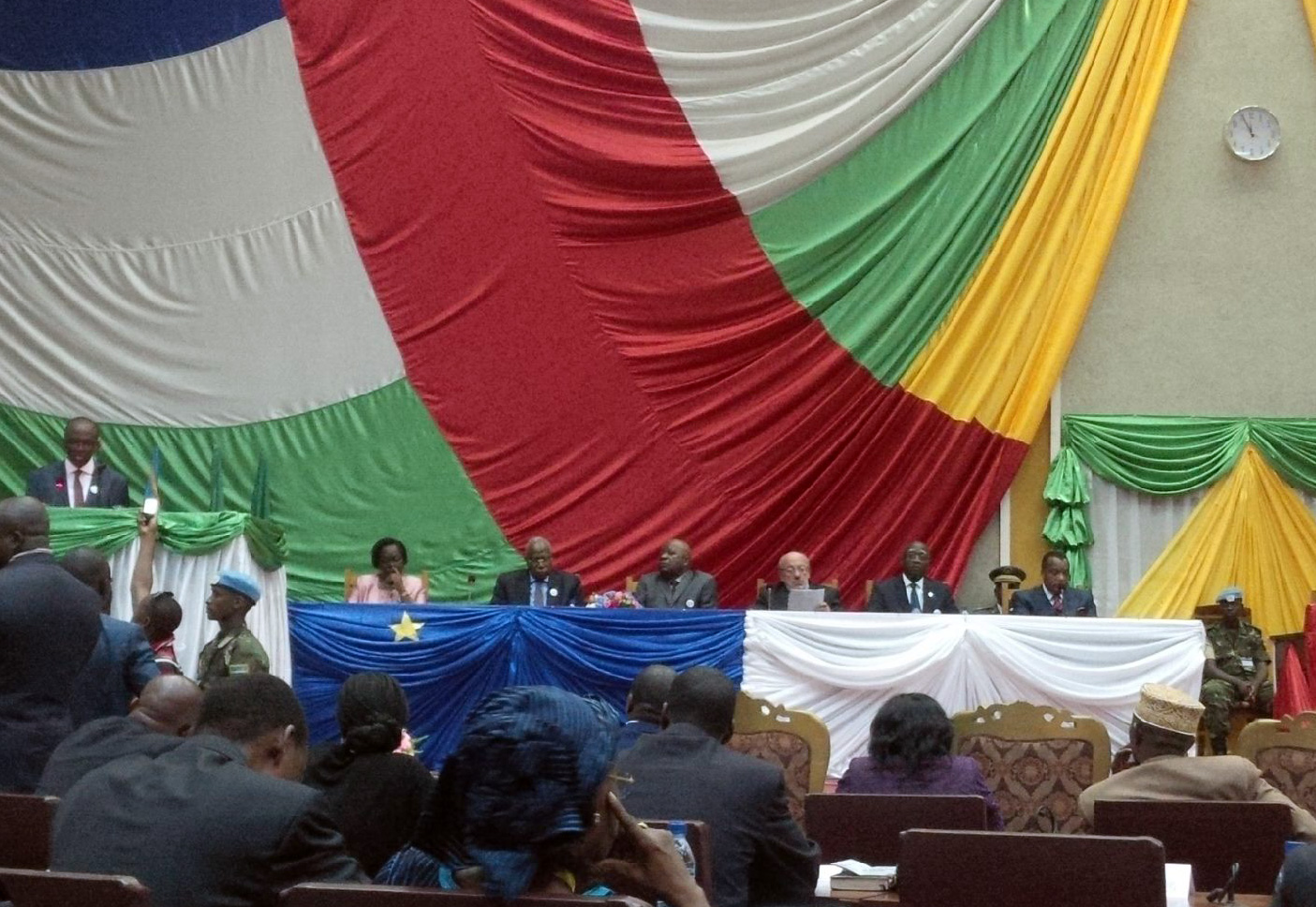
Bangui National Forum im Mai 2015